# Narrabeen Lake
Der Narrabeen Lake, auch Narabeen Lagoon genannt, ist ein lagunenartiges Ästuar, das im Vorort Narrabeen der australischen Stadt Sydney in New South Wales liegt.

## Geografie
Der Narrabeen Lake grenzt im Süden an Narrabeen, Cromer und an das Collaroy Plateau, im Norden an North Narrabeen und Elanora Hights und im Westen an das Naturschutzgebiet des Garigal-Nationalparks. Die drei Inseln, die sich im See befinden, sind nicht bewohnt. Lediglich das Sanctuary Island ist benannt.

## Ästuar
Der meeresseitige Zugang des Ästuars ist lediglich 30 Meter breit und wird durch Wind und Wellen, die Sand mit sich führen, häufig verschlossen. Ist der Zugang durch Sand verschlossen, wird der Tidenhub blockiert, der für die erforderliche Wasserqualität und Biodiversität des Gewässers sorgt. Von 1975 bis 2011 wurden bereits neunmal große Sandmengen, die den Tidenhub verhinderten, an der Mündung in den Tasmansee entfernt. Im Jahr 2016 wurden etwa 50.000 Tonnen Sand aus dem Mündungsgebiet des Ästuars abtransportiert.

## Freizeit
Der Narrabeen Lake ist ein Naherholungsgebiet von Sydney und dient für Wanderungen, zum Angelsport, Windsurfen, Segeln und Bootfahren. Der 8,4 Kilometer lange Narrabeen Lagoon Trail führt an den Ufern der Lagune entlang.